# Glaskas
Glaskas is een pop-/rockband uit Zuid-Afrika (Humansdorp, Oost-Kaap). De band, opgericht in 2004, bestond oorspronkelijk uit Deon Meiring (zang, gitaar, mondharmonica), Gordon Evans (basgitaar) en Pierre Turner (drums).
Hun liedjes zijn voor het grootste deel in het Afrikaans gezongen, maar de band heeft ook enkele Engelstalige nummers opgenomen.
De band heeft twee cd's op zijn naam staan: Revolusie, Romantiek, Ruk en Rol uit 2006 en Engele wat skree uit 2009. Met het nummer Verloor myself, afkomstig van het eerste album, had het trio 13 weken lang een nummer 1-positie op MK (Musiek Kanaal, de Zuid-Afrikaanse MTV). Het tweede album leverde de singles Meneer en Golflengte Verkeerdom op. De derde cd verschijnt in 2010 onder de titel Aan die ontmaskerde heldin.
Enkele nummers van het eerste album zijn gebruikt voor de Afrikaanse komische speelfilm Bakgat (2008). Voor het vervolg Bakgat 2 (2010) heeft Glaskas speciaal een nieuw nummer geschreven, getiteld Bring maar nog.
Sinds 2008 is de bezetting van de band: Deon Meiring (leadzang, gitaar, mondharmonica), Chris van Dyk (basgitaar, achtergrondzang) en Lolke-Louis Claassen (drums, achtergrondzang).
In 2010 werd bassist Chris van Dyk vervangen door Francois Kleynhans.
Zanger Meiring neemt naast Glaskas ook deel aan het project Dans Dans Lisa, samen met Bouwer Bosch (zanger van Zuid-Afrikaanse band Straatligkinders).